# Upplands runinskrifter 522
Upplands runinskrifter 522 är en nästan cirkelformad runsten som var belägen i Hammarby i Länna socken men som såldes till Historiska museet år 1879. Stenen är av rödbrun sandsten. Dess diameter är 78 centimeter och den är 11-14 centimeter tjock. Stenen och en annan rund sten med runinskrift, Upplands runinskrifter 523, såldes till Historiska museet av två upphittare för sammanlagt 10 kronor. Inskriften på runstenen har ingen språklig mening.

## Inskriften
fui-mrsrimuafifafiRauaiiRiafnaRfuioR---ank-n fuţ(o)rkhnias----- ...iu-o- 
... fuţorkhnias[tbmlR] ... 